# 泰伯图书馆旧址
31°29′10″N 120°29′36″E / 31.48600°N 120.49343°E
泰伯图书馆旧址，位于中华人民共和国江苏省无锡市新吴区鸿山街道后宅镇，是无锡市文物保护单位、古建筑。

## 沿革
图书馆建于1920年，由邹茂如等筹建，1922年元旦开馆，隶属于泰伯市市董会，因此取名泰伯图书馆，并聘请钱穆担任馆长。图书馆楼为二层歇山顶建筑，高6.1米，占地面积100平方米，建筑面积200平方米。钱穆担任馆长后，大量采购书籍，包括《古今图书集成》、《新学伪经考》等。2003年，无锡市人民政府认定该旧址为无锡市级文物保护单位。

## 相关
- 钱穆
- 泰伯庙、泰伯墓
- 无锡县图书馆旧址